# 凱爾西·曼恩
凱爾西·曼恩是一名美國電影導演和分鏡畫師。他因在皮克斯的工作而為人所知，他的導演處女作是該公司的動畫電影《腦筋急轉彎2》（2024年），該片是2015年電影《腦筋急轉彎》的續集。

## 早年生活和教育
曼恩於1993年畢業於伯恩斯維爾高中。1998年，他進入北密西根大學學習，並獲得插圖藝術學士學位。

## 職業生涯
曼恩的職業生涯始於卡通頻道工作室，在那裡他擔任了《道奇鴨火星歷險記》、《超時空機器人傳說》、《我的麻吉是猴子》、《親親麻吉》和《星際大戰：複製人之戰》的分鏡畫師，之後於2009年加入皮克斯，在那裡他開始擔任《怪獸大學》、《恐龍當家》和《½的魔法》的故事監督（也是電影故事的聯合編劇）。他的導演處女作是短片《怪獸大學：Party Central》，也是他的編劇，故事發生在《怪獸大學》之後不久。
2022年9月，在D23博覽會的宣布會上，曼恩宣布執導長片《腦筋急轉彎2》，作為2015 年電影《腦筋急轉彎》的續集，接替皮特·多克特，後者則是該片的執行製片人，該片於2024年6月14日上映。

## 影視作品

### 電影
| 年份 | 標題            | 導演 | 編劇 | 故事 主管 | 其他 | 備註               |
| ---- | --------------- | ---- | ---- | --------- | ---- | ------------------ |
| 2013 | 《怪獸大學》    | 否   | 否   | 是        | 否   |                    |
| 2015 | 《恐龍當家》    | 否   | 是   | 是        | 否   |                    |
| 2020 | 《½的魔法》     | 否   | 否   | 是        | 是   | 額外故事材料       |
| 2020 | 《》            | 否   | 否   | 否        | 是   | 特別感謝           |
| 2021 | 《》            | 否   | 否   | 否        | 是   | 皮克斯高級創意團隊 |
| 2022 | 《》            | 否   | 否   | 否        | 是   | 皮克斯高級創意團隊 |
| 2022 | 《》            | 否   | 否   | 否        | 是   | 皮克斯高級創意團隊 |
| 2023 | 《》            | 否   | 否   | 否        | 是   | 皮克斯高級創意團隊 |
| 2024 | 《腦筋急轉彎2》 | 是   | 是   | 否        | 是   | 皮克斯高級創意團隊 |
| 2025 | 《》            | 否   | 否   | 否        | 是   | 皮克斯高級創意團隊 |

### 短篇電影
| 年份 | 標題                           | 導演 | 編劇 | 其他 | 備註               |
| ---- | ------------------------------ | ---- | ---- | ---- | ------------------ |
| 2013 | 《怪獸大學：Party Central》    | 是   | 是   | 是   | 額外配音           |
| 2019 | 《毛線小姐》                   | 否   | 否   | 是   | 配音：辦公室兄弟   |
| 2020 | 《牧羊女大冒險》（Lamp Life）  | 否   | 否   | 是   | 特別感謝           |
| 2022 | 《汽車總動員：公路旅行：結婚》 | 否   | 否   | 是   | 皮克斯高級創意團隊 |

### 電視劇
| 年份      | 標題                          | 導演 | 分鏡 主管 | 分鏡 畫師 | 背景 畫師 | 背景 設計 | 創意 顧問 | 備註                                              |
| --------- | ----------------------------- | ---- | --------- | --------- | --------- | --------- | --------- | ------------------------------------------------- |
| 2003      | 《Kid Notorious》             | 否   | 是        | 是        | 否        | 否        | 否        |                                                   |
| 2003—2005 | 《道奇鴨火星歷險記》          | 否   | 否        | 否        | 是        | 關鍵      | 否        |                                                   |
| 2004—2005 | 《超時空機器人傳說》          | 是   | 否        | 是        | 否        | 否        | 否        |                                                   |
| 2006      | 《The Amazing Screw-On Head》 | 否   | 否        | 是        | 否        | 否        | 否        |                                                   |
| 2006—2007 | 《我的麻吉是猴子》            | 否   | 否        | 是        | 否        | 否        | 否        |                                                   |
| 2006—2009 | 《親親麻吉》                  | 否   | 否        | 是        | 否        | 否        | 否        |                                                   |
| 2007      | 《Shorty McShorts' Shorts》   | 否   | 否        | 是        | 否        | 否        | 否        | 集數：「The Imperfect Duplicates of Dodger Dare」 |
| 2008      | 《Underfist: Halloween Bash》 | 否   | 否        | 額外      | 否        | 否        | 否        | 電視特別節目                                      |
| 2009—2010 | 《星際大戰：複製人之戰》      | 否   | 否        | 是        | 否        | 否        | 否        |                                                   |
| 2010      | 《合神泰坦》                  | 否   | 否        | 是        | 否        | 否        | 否        |                                                   |
| 2012      | 《终极蜘蛛侠》                | 否   | 否        | 是        | 否        | 否        | 否        |                                                   |
| 2021      | 《怪獸職場求生記》            | 否   | 否        | 否        | 否        | 否        | 是        |                                                   |

## 外部連結
- 凱爾西·曼恩在互联网电影资料库（IMDb）上的資料（英文）